# Мачулищи
Мачу́лищи (бел. Мачулішчы) — городской посёлок в Минском районе Минской области Беларуси. Административный центр Мачулищанского поссовета.
Численность населения — 10 653 человек (на 1 января 2025 года).
Возле посёлка расположена 50-я смешанная авиационная база ВВС Беларуси.

## История
Мачулищи известны с 1590 года как шляхетская собственность в составе имения Гатово. В 1600 году деревня Мочул, принадлежала И. С. Корсаку, с 1791 года обладание католической церкви.
С 1800—1815 годах — село, собственность Минского женского бернардинского монастыря (24 двора, 188 жителей). В 1858 году — село Сенницкой волости, казённая собственность. В 1890 году здесь появилась начальная школа. В 1897 году — деревня Сенницкой волости Минского уезда (55 дворов, 359 жителей, хлебозапасный магазин, приписная церковь).
В 1917 году — 61 двор, 387 жителей, народное училище. В 1924—1930 годах — в составе Минского округа.
В 1939 году вблизи Мачулищ началось строительство военного аэродрома.
В 1941 году — 87 дворов, 538 жителей.
Примерно в 1953 году здесь приказом Министра СССР образован военный городок № 92.
На 1 января 1997 года — 208 хозяйств, 6890 жителей.
10 февраля 1997 года военный городок № 92 преобразован в посёлок городского типа. 5 мая 1997 года состоялись выборы в поселковый Совет депутатов и исполнительный комитет.
В 2006 году в подчинение Мачулищанскому поселковому Совету переданы деревни Александрово и Мачулищи. 21 декабря 2012 года была упразднена деревня Александрово, 28 мая 2013 года её территория присоединена к Мачулищам. 15 августа 2014 года была упразднена деревня Мачулищи, 22 октября 2014 года её территория присоединена к Мачулищам.

## Население

#### Динамика
- 16 февраля 1999 года — 7120 жителей (согласно переписи населения 1999 года без учёта военнослужащих)
- 1 января 2018 года — 8546 жителей[7]
- 2019 год — 8971 человек
- 2020 год — 9754 человека
- 2021 год — 9834 человека[8]
- 2023 год — 10 474 человек[9]
- 2024 год — 10 583 человек[10]
- 2025 год — 10 653 человек[3]

| Численность населения:                                                                          |
| Графики недоступны из-за технических проблем. См. информацию на Фабрикаторе и на mediawiki.org. |

## Инфраструктура
В посёлке имеются:
- 3 детских сада;
- средняя и музыкальная школы;
- спортивные сооружения:
  - футбольный стадион;
  - спортивный комплекс;
  - хоккейная площадка;
  - тренажерный зал;
- поликлиника;
- почта;
- филиал банка;
- комбинат бытового обслуживания, 2 кафе;
- две церкви (православная и баптистская);
- Дом офицеров;
- большое количество маленьких и больших магазинов.

## Транспортная система
Доступны следующие виды общественного транспорта:
- автобус;
- маршрутное такси;
- электропоезд (о.п. Мачулищи).

## Аэродром
Аэродром «Мачулищи» — крупнейший в Минской области. Длина его взлетно-посадочной полосы — 2 992 метра, а ширина — 56 метров. Во времена СССР на аэродроме было размещено ядерное оружие.

## Культура
- Дом культуры
- Музей белорусской культуры
- Музей Великой Отечественной войны
- Этнографический музей «Спадчына»
- Музей Боевой Славы ГУО «Мачулищанская средняя школа имени Героев Советского Союза Вдовенко И. Т. и Гомоненко Н. В.»[14]

## Достопримечательности
- Храм в честь великомученика и целителя Пантелеймона
- Церковь Гефсимания
- Площадь Героев[15]

### Памятники, скульптуры
- Памятник В. И. Ленину
- Обелиск в честь погибших лётчиков
- Мемориальные самолёты — Ан-26РТ и Су-9
- Памятный знак, посвящённый участникам Александровского подполья (2022). Установлен на территории средней школы.

### Заказник
- Биологический заказник «Соколиный»

## Галерея
- Школа
- Платформа Мачулищи
- Церковь Святого Пантелеймона
- Обелиск в честь погибших лётчиков
- Биологический заказник «Соколиный»